# Іванівці (Коломийський район)
Іва́нівці — село в Україні, у Коломийській міській громаді Коломийського району Івано-Франківської області.

## Історія
У податковому реєстрі 1515 року в селі документується 4 1/2 ланів (близько 112 га) оброблюваної землі.
В роки Першої світової війни населення Іванівців у свої масі було тотально москвофільським.
Указом Президії Верховної Ради УРСР 23 жовтня 1940 р. Іванцівська сільська рада передана з Коршівського району до Ланчинського району.

## Населення

### Мова
Розподіл населення за рідною мовою за даними перепису 2001 року:
| Мова       | Кількість | Відсоток |
| ---------- | --------- | -------- |
| українська | 1327      | 99.48%   |
| російська  | 6         | 0.45%    |
| румунська  | 1         | 0.07%    |
| Усього     | 1334      | 100%     |

## Географія
Іванівці невелике(?) за площею село, яке має всього 12 280 м² (12,28 км²). На території села протікають три річки: Прут, Товмач і Перекіпець. Населення становить 1 186 осіб. Через Іванівці проходить автошлях Т0905. Є залізничний зупинковий пункт «Іванівці». Межує з селами Саджавка і Товмачик.

## Символіка

### Герб
Гербом села Іванівці є закруглений щит із навскісним поділом на золоте і блакитне поля. На блакитному полі, що символізує вірність, людську праведність, довір'я та безкінечність, розташована восьмипроменева зірка - символ балансу, гармонії рівноваги та, одночасно, типовий елемент вишивки, характерної в селі. Зірка вписана у коло - солярний символ - символ добробуту і достатку. Щит увінчаний сільською геральдичною короною з колосками, що вказує на статус. На жовтому колі розташоване символічне зображення гір – зокрема хребта Солонець, що височіє над селом. Гострі вершини - потуги до розвитку.

### Прапор
Квадратне або прямокутне (розміром 1:2) синє полотнище із восьмипроменевою золотою зіркою вписаною в коло. Синій колір - колір миру та спокою. Золотий колір символізує добробут і достаток.

## Відомі люди
- Михайло Москалюк-«Спартан» — сотник УПА, командир сотні УПА імені Михайла Колодзінського. Народився та загинув у селі.
- Вишиванюк Михайло Васильович — український політик, голова Івано-Франківської ОДА (1997—2005 і з квітня 2010 по 7 листопада 2013). Заслужений економіст України.

## Світлини

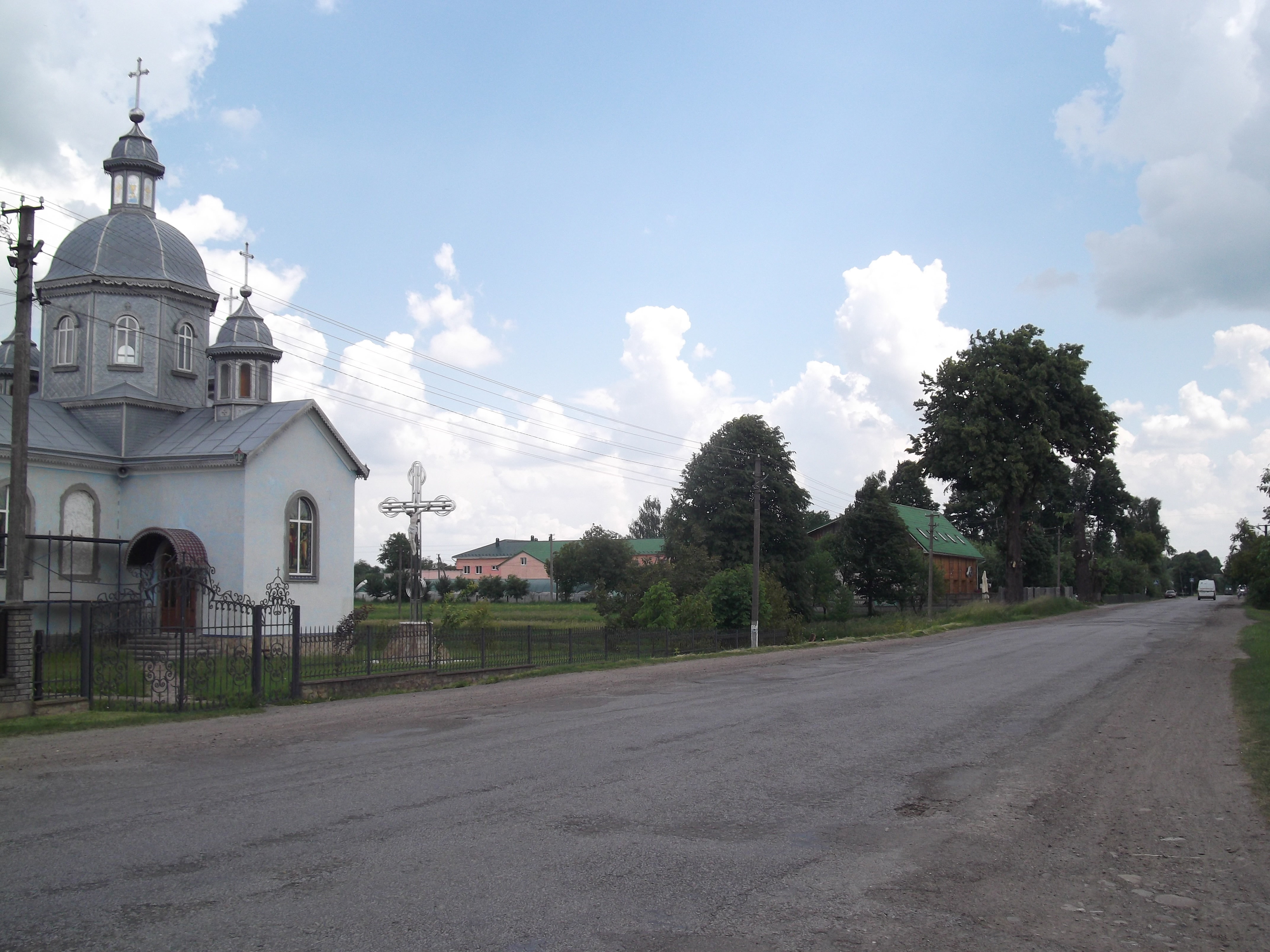
Головна вулиця
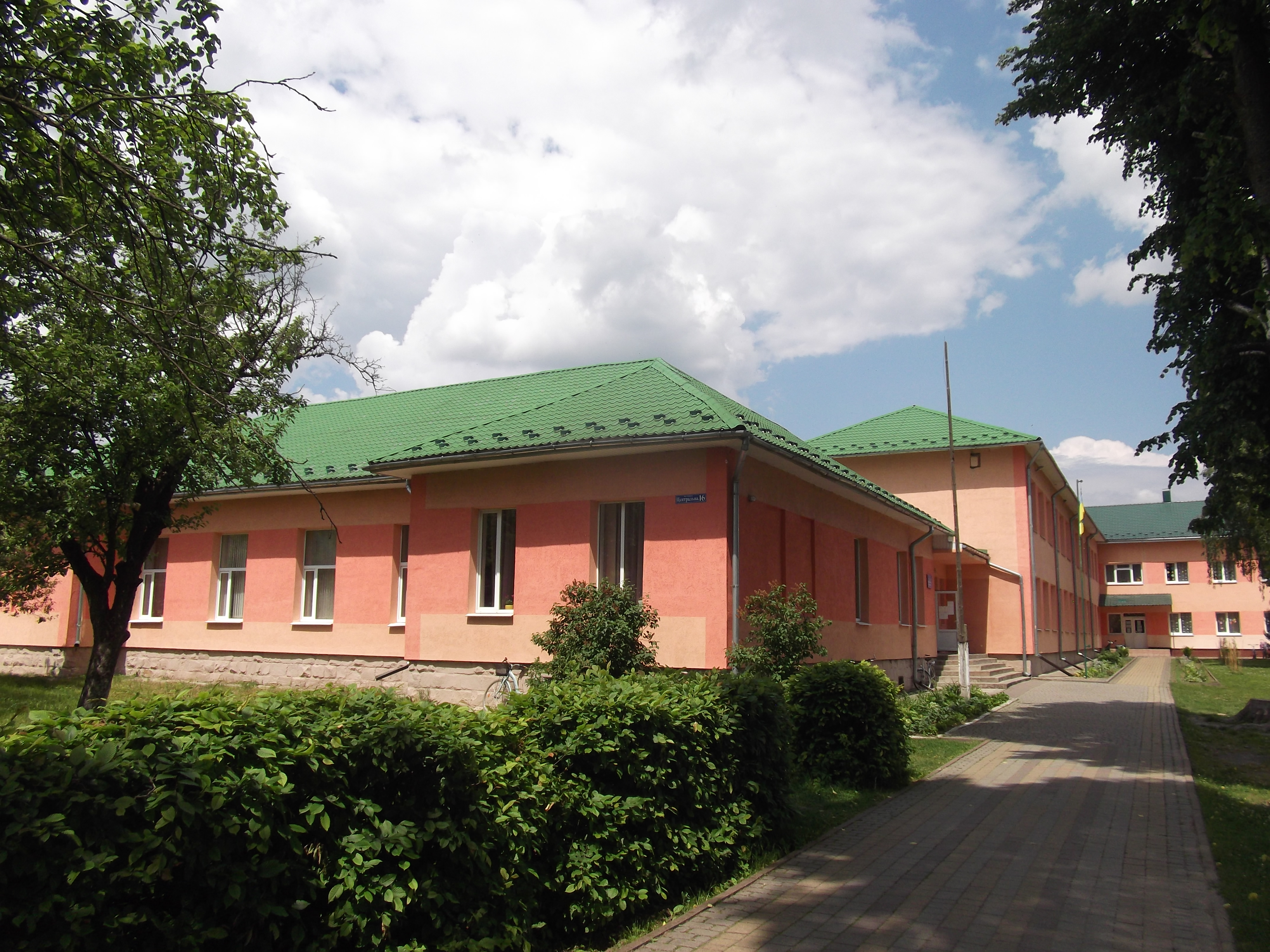
Школа
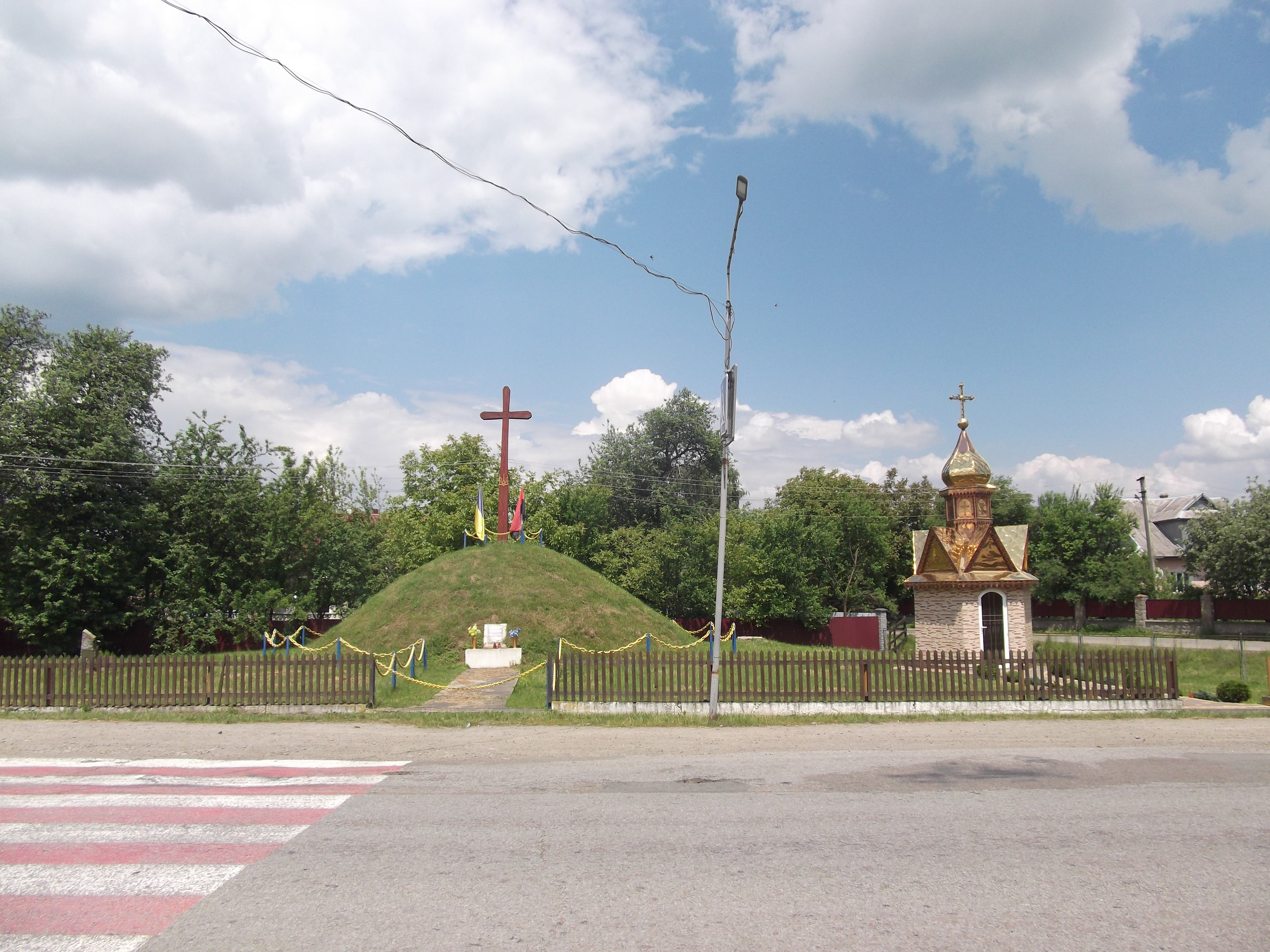
Могила
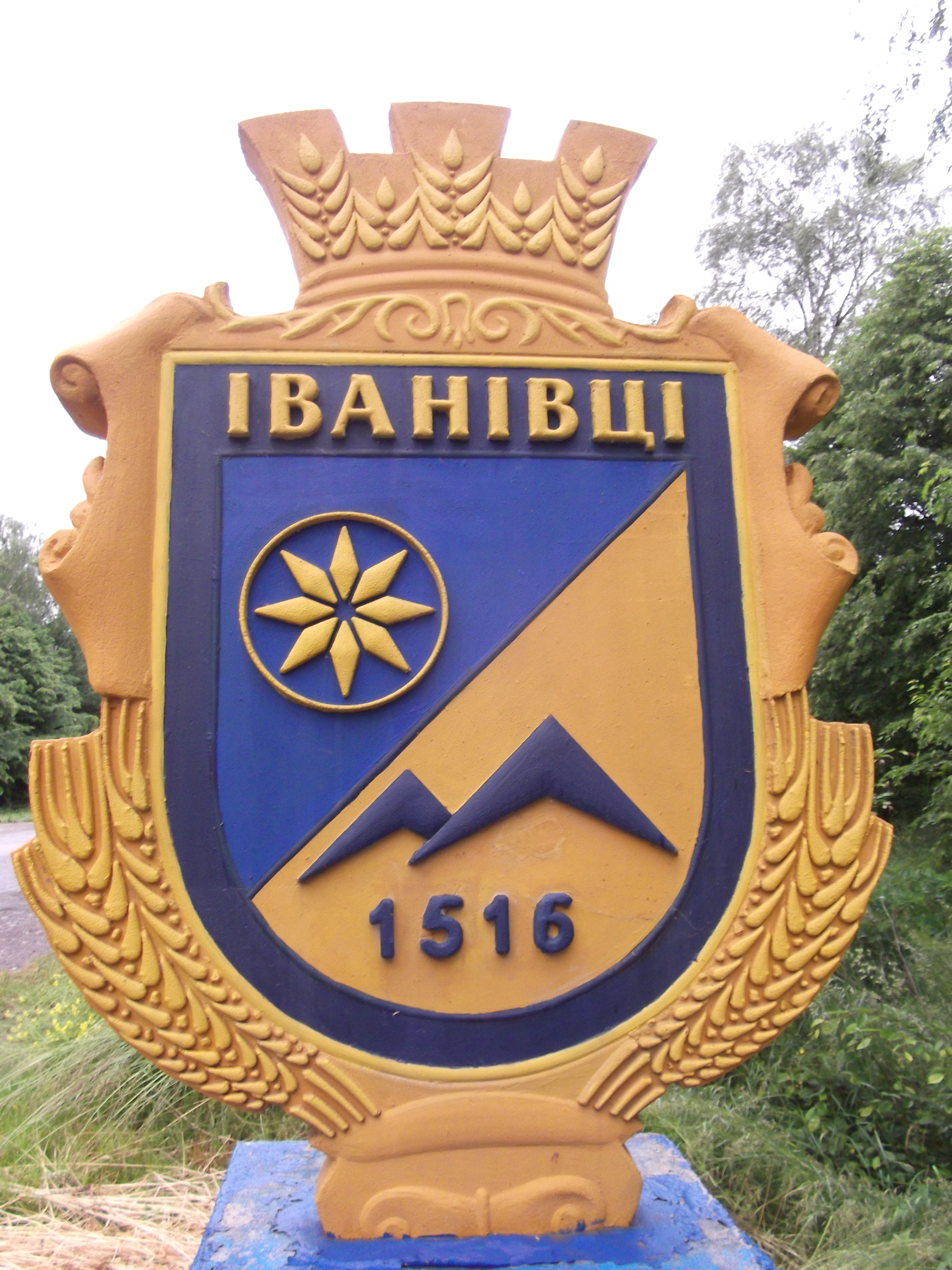
Герб